# 蕨南勝之
蕨南 勝之（わらびみなみ かつゆき、1938年11月1日 ｰ ）は、日本の音響監督。妻は翻訳家のたかしまちせこ。

## 来歴・人物
早稲田大学第一文学部社会学専修卒業。長年にわたり吹替演出で活躍するベテランである。
演出について、宮本充は「役者の気持ちをわかってくださる方」と語っている。

## 主な参加作品

### 日本語吹替演出

#### 映画
- アナライズ・ミー（ソフト版）
- アポロ13（ソフト版、日本テレビ版）
- アラクノフォビア（ソフト版）
- イレイザー（ソフト版）
- インディ・ジョーンズ シリーズ
  - レイダース/失われたアーク《聖櫃》（ソフト版）
  - インディ・ジョーンズ/魔宮の伝説（ソフト版）
- インビジブル（日本テレビ版）
- インファナル・アフェア
- インファナル・アフェア 無間序曲（テレビ東京版）
- ウィロー（TBS版）
- ウエスタン（ソフト版）
- 宇宙戦争（東京12ch版）
- エンド・オブ・デイズ（テレビ朝日版）
- 王様と私（テレビ東京版）
- キス・オブ・ザ・ドラゴン（ソフト版）
- クリフハンガー（ソフト版、日本テレビ版）
- 荒野の七人・真昼の決闘
- コナン・ザ・グレート（テレビ朝日版）
- コマンドー（テレビ朝日版）
- 殺しのドレス（テレビ朝日版）
- サンダーボルト
- 地獄のコマンド
- シックス・センス（ソフト版）
- スター・ウォーズ シリーズ
  - スター・ウォーズ エピソード4/新たなる希望（日本テレビ版2）
  - スター・ウォーズ エピソード5/帝国の逆襲（日本テレビ版）
  - スター・ウォーズ エピソード6/ジェダイの復讐（日本テレビ版）
- スピード（テレビ朝日版）
- スペースバンパイア
- スモーク
- 大頭脳(日本テレビ版)
- ダーククリスタル（NHK-BS版）
- ターミナル（ソフト版）
- ターミネーター（テレビ朝日版、旧VHS版）
- 沈黙の聖戦（テレビ東京版）
- 沈黙の戦艦（ソフト版）
- 追跡者（テレビ朝日版）
- 逃亡者（テレビ朝日版）
- トータル・リコール
- ドクター・ドリトル
- ドクター・ドリトル2（ソフト版、テレビ東京版）
- 隣のヒットマン
- バード・オン・ワイヤー（テレビ朝日版）
- ハートブレイク・リッジ 勝利の戦場（TBS版）
- パーフェクト・ワールド（ソフト版）
- バットマン & ロビン Mr.フリーズの逆襲
- バットマン フォーエヴァー（ソフト版）
- 花嫁はエイリアン
- ピーター・セラーズのマウス
- ヒート（テレビ朝日版）
- ファイヤーフォックス（TBS版）
- フェア・ゲーム
- フォレスト・ガンプ/一期一会（ソフト版）
- フライトプラン
- フランティック（TBS版、テレビ朝日版）
- プレシディオの男たち（ソフト版）
- ブルースカイ
- プレデター（テレビ朝日版）
- プレデター2（テレビ朝日版）
- ペイバック（ソフト版）
- 暴走特急（ソフト版）
- ポリス・ストーリー/香港国際警察（テレビ朝日版）
- ホワイトハンター ブラックハート
- マイケル・コリンズ
- ミッドナイトクロス（テレビ朝日版）
- 身代金（ソフト版、日本テレビ版）
- 燃えよドラゴン（TBS版）
- 目撃（テレビ朝日版）
- 夜ごとの美女（テレビ朝日版）
- ラスト・ボーイスカウト（ソフト版、日本テレビ版）
- ランボー シリーズ
  - ランボー（TBS版）
  - ランボー/怒りの脱出（日本テレビ版、TBS版）
  - ランボー3/怒りのアフガン（日本テレビ版）
- リーサル・ウェポン シリーズ
  - リーサル・ウェポン（テレビ朝日版）
  - リーサル・ウェポン2/炎の約束（テレビ朝日版）
  - リーサル・ウェポン3
  - リーサル・ウェポン4
- レオン（テレビ朝日版）
- レッドブル（テレビ朝日版）
- 惑星からの侵略
- NY検事局
- YAMAKASI
- X-メン シリーズ
  - X-メン（テレビ朝日版）
  - X-MEN2（テレビ朝日版）
  - X-MEN:ファイナル ディシジョン（テレビ朝日版）
- 天才悪魔フー・マンチュー（TBS版）
- エディ&マーティンの逃走人生
- 背信の日々
- スパニッシュ・プリズナー
- アースブレイク
- やさしい嘘
- 勇気あるもの
- ユニバーサル・ソルジャー
- 山猫物語
- ユーズド・カー
- 夕陽よ急げ
- 郵便配達は二度ベルを鳴らす
- 雪に咲いたバラ
- 愛を殺さないで
- アイリス
- 愛の地獄
- いつも隣にいてほしい
- 今そこにある危機
- ウィンター・ゲスト
- ウェイクアップ!ネッド
- 靴をなくした天使（日本テレビ版）
- 蜘蛛女（テレビ朝日版）
- クライシス2050（日本テレビ版）
- クライム・オブ・パッション
- デイブは宇宙船
- 0086笑いの番号

#### テレビドラマ
- シャーロック・ホームズの冒険
- 心理探偵フィッツ
- ダーマ&グレッグ
- 探偵レミントン・スティール
- フレンズ
- 冒険野郎マクガイバー

#### 海外アニメ
- 飛べ！宇宙戦艦ムサシ